# Judson W. Sherman

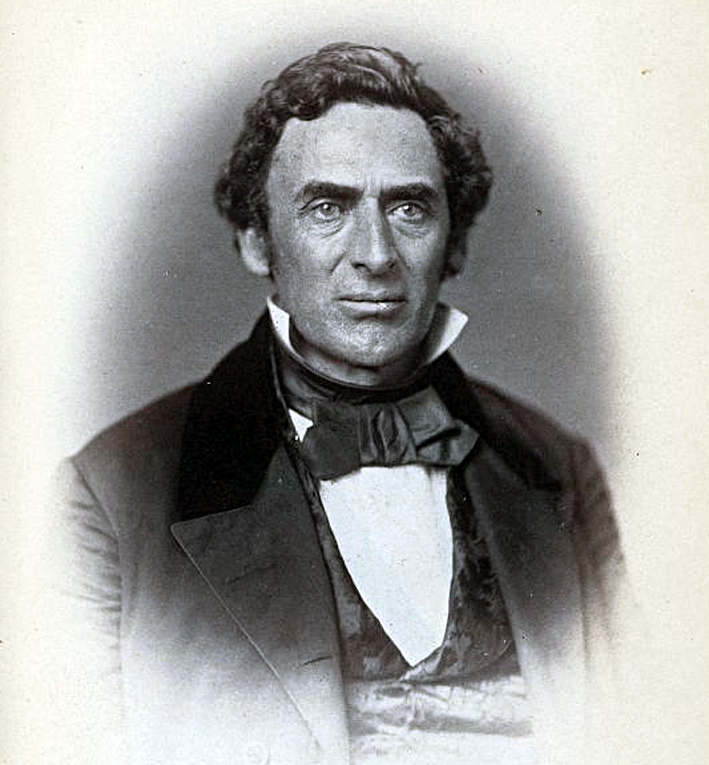
Judson W. Sherman (1859)

Judson W. Sherman (* 1808 in New York; † 12. November 1881 in Angelica, New York) war ein US-amerikanischer Politiker. Zwischen 1857 und 1859 vertrat er den Bundesstaat New York im US-Repräsentantenhaus.

## Werdegang
Judson Sherman besuchte vorbereitende Schulen. Später bekleidete er in Angelica einige lokale Ämter. Zwischen 1831 und 1837 war er bei der Bezirksverwaltung im Allegany County angestellt. Um das Jahr 1850 war er stellvertretender Finanzminister (Treasurer) seines Staates. In den 1850er Jahren schloss er sich der damals gegründeten Republikanischen Partei an.
Bei den Kongresswahlen des Jahres 1856 wurde Sherman im 30. Wahlbezirk von New York in das US-Repräsentantenhaus in Washington, D.C. gewählt, wo er am 4. März 1857 die Nachfolge von Benjamin Pringle antrat. Bis zum 3. März 1859 konnte er eine Legislaturperiode im Kongress absolvieren. Diese war von den Ereignissen im Vorfeld des Bürgerkrieges geprägt.
Zwischen September und November 1861 nahm Sherman als Hauptmann im Stab von Brigadegeneral Wood für drei Monate am Bürgerkrieg teil. Über seinen weiteren beruflichen Werdegang ist nichts überliefert. Er starb am 12. November 1881 in Angelica.